# Johann Peschel
Johann Peschel (* um 1535 in Ried im Innkreis; † 1599 in Orlishausen), latinisiert Johannes Peschelius, war ein lutherischer Pfarrer in Thüringen und Gartengestalter. Er verfasste ein Gartenbuch, das zum ersten Mal nicht der reinen Pflanzenaufzucht gewidmet war, sondern ausschließlich die Gestaltung von Gärten thematisierte. Johann Peschel kann als so früher Landschaftsarchitekt bezeichnet werden.

## Leben
Peschel studierte seit dem 21. März 1559 Theologie an der Universität Wittenberg, erwarb dort am 8. Oktober 1562 den akademischen Grad eines Magisters der Philosophie und wurde am 16. September 1562 in Querfurt als Pfarrer nach Balgstädt ordiniert. Neben seiner Pfarrtätigkeit entwarf er Gärten für bürgerliche wie fürstliche Auftraggeber. Er war in erster Ehe verheiratet mit Magdalena Kalkhoff († 30. August 1568), Tochter des Propstes von Schlieben, Johannes Kalckofen. Seit 1580 war Peschel Pfarrer in Orlishausen (bei Sömmerda, Thüringen). 1597 erschien in Eisleben sein einziges Buch, die Garten-Ordnung, gedruckt durch den damals bekannten Verleger Henning Grosse (1553–1621) in Leipzig. Nach dem Tod seiner Ehefrau heiratete er eine Frau namens Anna. Aus beiden Ehen gingen neun Söhne und zwei Töchter hervor.
1579 unterschrieb er die Konkordienformel (Formula Concordiae) und bekannte sich damit zur lutherischen Orthodoxie.

## Wirken als Gartengestalter
Peschels Wirkungskreis war – bedingt durch seine Verpflichtungen als Pfarrer – regional begrenzt. Keiner der Gärten, die er entworfen hatte, ist erhalten. Dies ist dem Dreißigjährigen Krieg und seinen Folgen zuzurechnen. Peschels Auftraggeber und seine Wirkungsstätten sind jedoch teilweise bekannt.
Überliefert ist Peschels schriftliches Werk, die: Garten-Ordnung. Darinnen ordentliche und Warhaftige Beschreibung / wie man aus rechtem grund der Geometria einen nützlichen und zierlichen Garten / mit künstlicher Abteilung und Ordnung der Beet / so wol zu Seen [Säen] als zu Pflantzen: Auch Wein und Rosengänge / und insonderheit mancherley zierliche und lustige Labyrinthen groß und klein nach gelegenheit eines jeden Ortes und Platzes anrichten sol [...]. Das Buch besteht aus 138 Blättern, bedruckt mit Text und zahlreichen Holzschnitten. Es ist in drei Teile gegliedert; der erste Teil behandelt die Gestaltung von Beeten, der zweite ist dem Entwurf von Irrgärten gewidmet, der dritte beschäftigt sich in knapper Form mit der Anlage von Obstgärten und wurde aus dem Obstbüchlein des Kurfürsten August von Sachsen übernommen. Das Buch ist kein Prachtband, dessen Herstellung Peschels Möglichkeiten überstiegen hätte, vielmehr eine verständliche, praktische Anleitung, durchgehend in deutscher Sprache verfasst. Nur zehn Exemplare sind noch nachweisbar; sie befinden sich fast alle im Besitz deutscher Universitäts- oder Staatsbibliotheken, so unter anderem in der Bayerischen Staatsbibliothek in München; ein Exemplar befindet sich in der Bibliothek der Hansestadt Lübeck, ein weiteres in der Aargauer Kantonsbibliothek in der Schweiz.
Die Garten-Entwürfe zeigen die typischen Beet-Reihungen der Renaissance-Gärten. Bemerkenswert ist die Ausführlichkeit, mit der Peschel die Anlage von Irrgärten behandelte. Peschel selbst hatte für vier Auftraggeber sechs Irrgärten geschaffen. Sie waren wahrscheinlich aus begrünten Holzspalieren und nicht, wie heute meist üblich, aus geschnittenen Hecken geformt. Peschels Konstruktionsmethoden muten sehr modern an. Die meisten Grundrisse zeigen Anlagen mit elf Umgängen, viele quadratisch, einige rund. In Peschels Buch findet sich auch der Ur-Entwurf des erst um 1735 mit Veränderungen verwirklichten Irrgartens in Altjeßnitz.